# Convento de Santa Ana (Córdoba)
El convento de Santa Ana es un edificio religioso ubicado en la calle Ángel de Saavedra de la ciudad de Córdoba, España. Se trata de un templo de estilo barroco con planta de cruz latina y en cuya portada, en una hornacina, se encuentra la representación de Santa Ana, la Virgen y el Niño. El recinto destaca por su claustro, la escalera renacentista con el escudo del fundador y una logia que comunica con el jardín trasero.

## Historia
El convento fue fundado por las Carmelitas Descalzas y San Juan de la Cruz en 1589, aunque la iglesia se construirá en 1608 gracias al marquesado del Carpio. El retablo fue terminado en 1710. Un incendio en la Navidad de 1993 destruyó parte de las figuras y el retablo, al parecer debido a un cirio que estaba muy cerca de un belén. A partir de 2015 se comenzó un proceso de remodelación que incluyó la reconstrucción del retablo perdido en el incendio, encargado a Manuel Valverde, y la restauración de la fachada principal. Actualmente sigue habitado por seis monjas de clausura que no salen al exterior y realizan dulces artesanales que venden a través de un torno.